# Divisione Nazionale B 1942
La Divisione Nazionale B 1942 è stata la ?ª edizione della seconda divisione del campionato italiano maschile di pallanuoto. Le eliminatorie si tennero il 7 e l'8 agosto 1942 a Roma, e qualificarono al girone finale GUF Napoli, Pirelli, Fiumana e RN Milano. Il girone finale si disputò sempre a Roma il 9 agosto 1942 e vide la vittoria della Fiumana che fu così promossa in Divisione Nazionale A 1943 (campionato da cui si ritirò all'ultimo momento e che fu poi interrotto per ragioni belliche).

## Girone A
Partecipanti
- GUF Napoli - Napoli
- RN Camogli - Camogli
- Pol. Cavagnaro - Sestri Ponente

Risultati
- 7 agosto: Cavagnaro-Camogli 2-1
- 8 agosto: GUF Napoli-Camogli 2-1
- 8 agosto: GUF Napoli-Cavagnaro 5-1

|  |    | Girone A 1942 | Pt | G | V | N | P | GF | GS | QR    |
|  | -- | ------------- | -- | - | - | - | - | -- | -- | ----- |
|  | 1. | GUF Napoli    | 4  | 2 | 2 | 0 | 0 | 7  | 2  | 3.500 |
|  | 2. | Cavagnaro     | 2  | 2 | 1 | 0 | 1 | 3  | 6  | 0.500 |
|  | 3. | Camogli       | 0  | 2 | 0 | 0 | 2 | 2  | 4  | 0.500 |

Qualificata: GUF Napoli.

## Girone B
Partecipanti
- Pol. Pirelli - Milano
- Triestina - Trieste (ritirata)
- Dop. Recco - Recco

Risultati
- 7 agosto: Recco-Triestina 2-0 (forfait)
- 8 agosto: Pirelli-Triestina 2-0 (forfait)
- 8 agosto: Pirelli-Recco 4-1

|  |    | Girone B 1942 | Pt | G | V | N | P | GF | GS | QR    |
|  | -- | ------------- | -- | - | - | - | - | -- | -- | ----- |
|  | 1. | Pirelli       | 4  | 2 | 2 | 0 | 0 | 6  | 1  | 6.000 |
|  | 2. | Recco         | 2  | 2 | 1 | 0 | 1 | 3  | 4  | 0.750 |
|  | 3. | Triestina     | 0  | 2 | 0 | 0 | 2 | 0  | 4  | 0.000 |

Qualificata: Pirelli.

## Girone C
Partecipanti
- Fiumana - Fiume
- Dop. Ferr. Venezia - Venezia
- 54º Corpo Vigili del Fuoco - Napoli

Risultati
- 7 agosto: Dop. Ferr. Venezia-54° CVdF 10-5
- 8 agosto: Fiumana-Dop. Ferr. Venezia 7-2
- 8 agosto: Fiumana-54° CVdF 7-0

|  |    | Girone C 1942 | Pt | G | V | N | P | GF | GS | QR    |
|  | -- | ------------- | -- | - | - | - | - | -- | -- | ----- |
|  | 1. | Fiumana       | 4  | 2 | 2 | 0 | 0 | 14 | 2  | 7.000 |
|  | 2. | Venezia       | 2  | 2 | 1 | 0 | 1 | 12 | 12 | 1.000 |
|  | 3. | 54° CVdF      | 0  | 2 | 0 | 0 | 2 | 5  | 17 | 0.294 |

Qualificata: Fiumana.

## Girone D
Partecipanti
- Milano - Milano
- CN Giovinezza - Napoli

Risultati
- 8 agosto: RN Milano-Giovinezza 2-1

|  |    | Girone D 1942 | Pt | G | V | N | P | GF | GS | QR    |
|  | -- | ------------- | -- | - | - | - | - | -- | -- | ----- |
|  | 1. | Milano        | 2  | 1 | 1 | 0 | 0 | 2  | 1  | 2.000 |
|  | 2. | Giovinezza    | 0  | 1 | 1 | 0 | 1 | 1  | 2  | 0.500 |

Qualificata: RN Milano.

## Finali
- 9 agosto 1942
  - Ore 8: Fiumana-GUF Napoli 5-2
  - Ore 8: RN Milano-Pirelli 0-1[2]
  - Ore 13: Fiumana-RN Milano 6-4[2]
  - Ore 13: Pirelli-GUF Napoli 3-1
  - Ore 19: Fiumana-Pirelli 7-0
  - Ore 19: GUF Napoli-RN Milano 3-1

|  |    | Girone finale 1942 | Pt | G | V | N | P | GF | GS | QR    |
|  | -- | ------------------ | -- | - | - | - | - | -- | -- | ----- |
|  | 1. | Fiumana            | 6  | 3 | 3 | 0 | 0 | 18 | 6  | 3.000 |
|  | 2. | Pirelli            | 4  | 3 | 2 | 0 | 1 | 4  | 8  | 0.500 |
|  | 3. | GUF Napoli         | 2  | 3 | 1 | 0 | 2 | 6  | 9  | 0.667 |
|  | 4. | Milano             | 0  | 3 | 0 | 0 | 3 | 5  | 10 | 0.500 |

Verdetti
- Fiumana campione italiano di Divisione Nazionale Serie B e promosso in Divisione Nazionale Serie A.